# اورشولا اوربانیاک
اورشولا اوربانیاک (لهستانی: Urszula Urbaniak؛ زادهٔ ۲۷ دسامبر ۱۹۶۲) یک کارگردان فیلم اهل لهستان است. در سال ۱۹۹۹، فیلم او با عنوان تقاطع موفق به کسب جوایز متعددی شد، از جمله جایزه ویژه نخستین فیلم در جشنواره بین‌المللی فیلم مونترآل)، جایزه هیئت داوران در جشنواره فیلم سارایوو، و جایزه تماشاگران در جشنواره بین‌المللی فیلم جوانان تورین.
از فیلم‌ها یا مجموعه‌های تلویزیونی که وی در آن‌ها نقش داشته‌است، می‌توان به در خیابان سپولنی و خبرچینان اشاره نمود.